# Destroyer of Worlds
Destroyer of Worlds es el décimo álbum lanzado por Bathory. Toma su nombre de una famosa frase de J. Robert Oppenheimer sobre la bomba atómica, "I'm become death, destroyer of worlds" (Me he convertido en la muerte, el destructor de mundos), que citó por error un verso de la Bhagavad Gita. Estilísticamente, Destroyer of Worlds es una mezcla entre el viking metal que hizo Bathory entre los años 1988-1991 y el retro-thrash metal de Requiem y Octagon, como puede escucharse en "Bleeding", "109", "Death from Above", "Liberty & Justice", y "Kill Kill Kill".

## Lista de canciones
1. Lake of Fire – 5:43
2. Destroyer of Worlds – 4:51
3. Ode – 6:27
4. Pestilence – 6:50
5. Bleeding – 3:35
6. 109 – 3:36
7. Death from Above – 4:35
8. Krom – 2:50
9. Liberty & Justice – 3:52
10. Kill Kill Kill – 3:09
11. Sudden Death – 3:19
12. White Bones – 8:35
13. Day of Wrath – 8:15

## Créditos
- Quorthon - Todos los instrumentos y voz.

- Datos: Q646055